# Бентън (окръг, Минесота)
Вижте пояснителната страница за други значения на Бентън.
Окръг Бентън (на английски: Benton County) е окръг в щата Минесота, Съединени американски щати. Площта му е 1070 km², а населението - 39 878 души. Административен център е град Фоули.